# Free Willzyx
Free Willzyx is aflevering 140 (#913) van de animatieserie South Park. Deze aflevering werd in Amerika voor het eerst uitgezonden op 30 november 2005. De aflevering is een parodie op Free Willy.

## Plot
Stan Marsh, Eric Cartman, Kyle Broflovski en Kenny McCormick zijn in Sea Park in Denver waar ze naar de trucjes van Jambu, een orka, kijken. Als de andere jongens al elders zijn gegaan, blijft Kyle nog even achter bij de orka, die plotseling begint te spreken. De stem van Jambu wordt in werkelijkheid ingesproken door een van de werknemers van de show, Brian. Hij en zijn partner, Mike, vervelen zich en spreken daarom de stem in van het beest. "Jambu" vertelt Kyle over zijn droom om op een dag naar de ruimte te gaan in een groot ruimteschip. Kyle gaat snel op zoek naar de andere jongens. Hij brengt ze terug naar de tank, waar de orka na even stil te zijn geweest, vertelt dat zijn echte naam 'Willzyx' is en dat hij zal sterven tenzij hij terugkeert naar zijn vrouw en familie thuis op de maan.
De jongens vertellen als ze weer thuis zijn de andere kinderen van South Park dat ze Willzyx moeten bevrijden. Ze zetten samen een plan op dat bestaat het zwembad uit Clyde's achtertuin, Timmy's rolstoel, de Russische regering en al hun skateboards. De jongens gaan stiekem naar Sea Park en bevrijden Willzyx. De volgende ochtend beseffen Mike en Brian, de twee werknemers, als ze bij Sea Park aankomen dat Willzyx gestolen is. Ze beseffen ook dat de jongens van South Park verantwoordelijk zijn.
In Rusland is de overheid op zoek naar een manier om geld in te zamelen en ze zijn heel blij als Kyle ze belt. Kyle vraagt ze of ze iemand naar de maan willen brengen. Ze geven Kyle een prijs van 20 miljoen dollar. Kyle probeert uit te leggen dat ze het gratis willen en dat het voor een goed doel is. De Russen interpreteren zijn toelichting als een telefoongrap van Bush. De jongens besluiten om naar een derdewereldland te zoeken met een goedkoper ruimteprogramma en ze moeten de orka verbergen.
In het Sea Park in Denver, hebben demonstranten van het Animal Liberation Front (ALF) zich verzameld om de orkabevrijders aan te moedigen. Brian en Mike zijn in South Park op zoek naar 'Willzyx' en vinden het zwembad achter het huis van Clyde, samen met een gebroken hek. De orka bevindt zich echter in de slaapkamer van Kyle, waar de jongens hem hebben verstopt en het dier nat houden. Kyle belt het Japanse ruimtevaartprogramma terwijl Jimmy, Timmy en Tweek op de Chinese Ambassade zijn, maar de prijs van iedereen is te hoog. Stan en Craig zijn in Mexico, waar ze ontdekken dat de MASA (Mexicaanse Aeronáutica Spacial y Administración) bereid is de orka naar de maan te vervoeren voor $200. Brian en Mike ontdekken net te laat dat de jongens naar Tijuana gaan.
De jongens zijn op de weg naar Tijuana als hun vrachtwagen gestopt wordt door Brian en Mike. Brian en Mike willen de jongens net de waarheid vertellen, als de politie arriveert. Maar dan verschijnt ook het ALF en helpen de jongens ontsnappen. Mike en een van de politieagenten worden gedood door het ALF tijdens een vuurgevecht. De ALF-leider dient voor de jongens als chauffeur. In Tijuana wordt de raket klaargemaakt voor de lancering. De ALF-leider en de jongens beuken door een politieopstopping zich aan de Mexicaanse grens op weg naar de raketbasis.
De jongens brengen Willzyx naar de zee en de orka zwemt weg. De ALF juicht de jongens toe, waarna tot verbazing van hen en de manager van Sea Park de Mexicaanse raket de ruimte in schiet, met Willzyx op sleeptouw. De jongens vieren hun overwinning en gaan terug naar huis. Later ligt de gestikte Willzyx op de maan, dood. De credits verlopen in stilte over dit beeld.